# PSoC

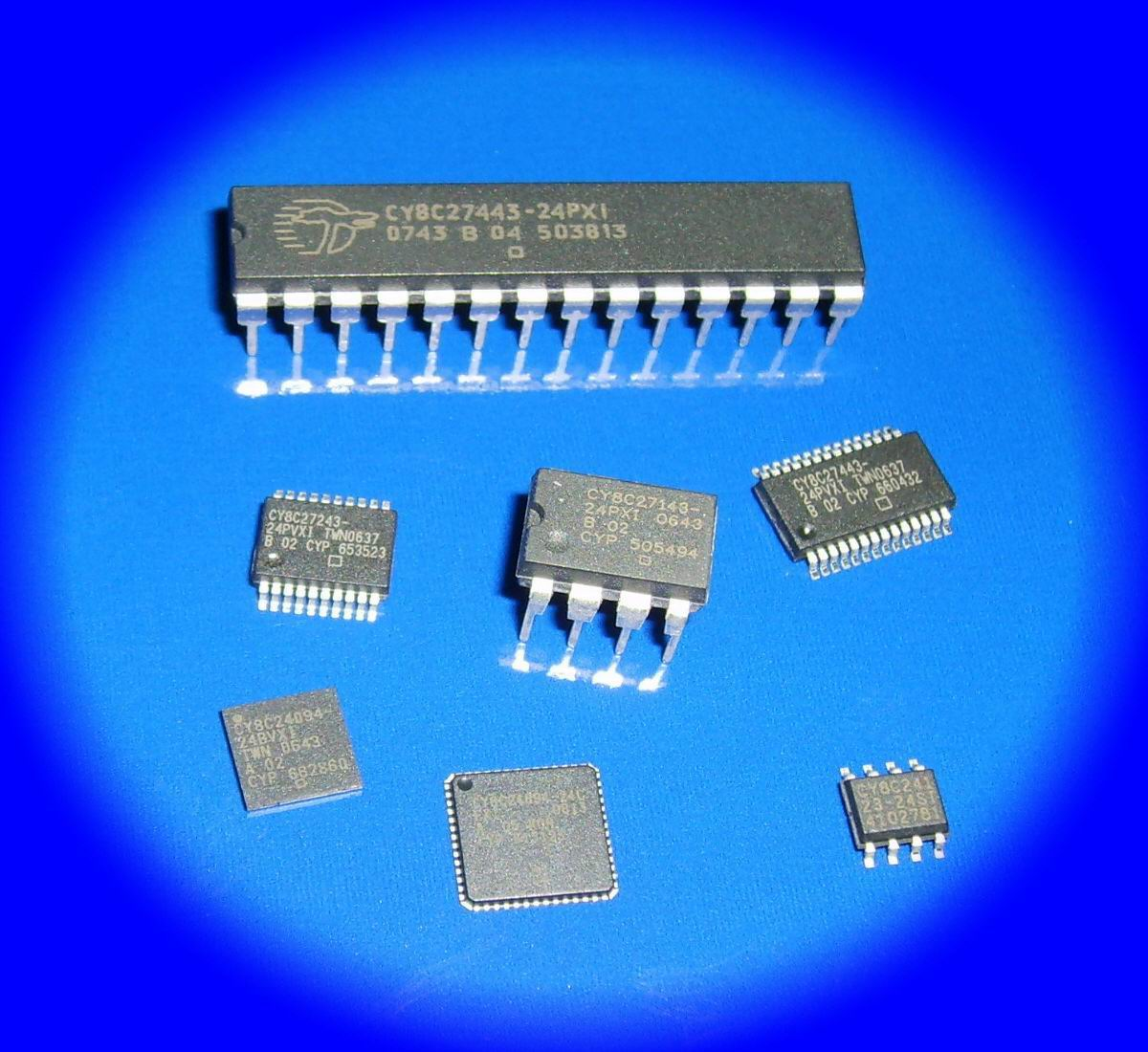
PSoC

PSoC (Programmable System-on-Chip) is een Geïntegreerde schakeling ontwikkeld door Cypress Semiconductor.
De chip bestaat uit een microcontroller en een matrix van configureerbare analoge en digitale bouwstenen. De microcontroller kern is een door Cypress ontwikkelde 8-bit processor, gebaseerd op de Harvard architectuur en is genaamd M8C. De PSoC heeft drie gescheiden geheugen gedeeltes: SRAM voor data, Flash geheugen voor instructies en vaste data, en I/O-registers voor het aanspreken en besturen van de analoge en digitale bouwstenen.
Doordat de chip in tegenstelling tot microcontrollers, configureerbare digitale en analoge blokken bezit, valt deze buiten de categorie microcontrollers. Hoewel de PSoC qua analoge mogelijkheden meer op een FPAA (Field Programmable Analog Array) lijkt en qua digitale mogelijkheden meer op een FPGA (Field Programmable Gate Array) lijkt, valt deze dankzij de microcontroller kern, weer buiten deze categorieën.
De eerste samples rolden eind 2000 van de band. Er was keuze uit een 8 pins CY8C25122, een 18 pins CY826233, een 28 pins CY8C26443, en een 48 pins CY8C26643. Deze typen waren er met maximaal 12 analoge en 8 digitale blokken, 16 KByte Flash geheugen en 256 Byte SRAM. Enige tijd later volgden hierop verschillende varianten, met andere packages, meer Flash en SRAM geheugen, en meer analoge en digitale blokken.
PSoC heeft zijn inzetbaarheid reeds bewezen in de volgende producten: eenvoudige producten als de Sonicare tandenborstel en Adidas sportschoenen maar ook complexe producten als de TiVo-settopbox. De op PSoC gebaseerde capacitieve aanraaktoetsen besturen het aanraakgevoelige scroll wheel op de Apple iPod .
Sommige ontwikkelaars hebben een complete 300 baud modem volledig in PSoC opgebouwd. Op basis van de gratis geleverde PSoC Designer software kunnen verscheidene analoge en digitale blokken geplaatst worden. Deze blokken worden User Modules genoemd. Het aantal User Modules groeit in de loop der jaren. Enkele voorbeelden van User Modules zijn: Timer (8 to 32 bit), Incremental ADC, Delta-Sigma ADC, SAR ADC, Programmable Gain Amplifier, UART, USB Full Speed en een I2C bootloader. 
Tot nu toe wordt alleen de eerste generatie PSoC's (PSoC-1) geleverd. Begin 2009 zullen de eerste samples van de PSoC-3 en PSoC-5 van de band rollen. Deze generatie zal voorzien worden van een 8051 (66 MHz) of ARM kern (133 MHz). De huidige PSoC-1 familie blijft gewoon leverbaar.

## PSoC Solutions
- Capacitieve toetsen
- LED RGB-verlichting
- USB2.0
- RF-communicatie
- Capacitieve aanraakschermen